# Ґаджін (Західний Азербайджан)
Ґаджін (перс. گجين) — село в Ірані, входить до складу дехестану Ровзех-Чай у Центральному бахші шахрестану Урмія провінції Західний Азербайджан.